# Alexander Kellner
Alexander Wilhelm Armin Kellner (Vaduz, 26 de setembro de 1961) é um paleontólogo teuto-brasileiro e austro-brasileiro, especialista no campo de estudo dos pterossauros e membro da Academia Brasileira de Ciências. Em 7 de fevereiro de 2018 tomou posse como diretor do Museu Nacional, no Rio de Janeiro, onde ingressou em 1997.

## Biografia
Alexander nasceu em 1961 em Vaduz, capital de Liechtenstein. Filho de pai alemão e mãe austríaca, mudou com seus pais para o Brasil ainda criança, onde foi naturalizado. Estudou na escola bilíngue Corcovado e em 1981 ingressou em geologia na Universidade Federal do Rio de Janeiro (UFRJ). Ainda estudante, se envolveu na pesquisa de vertebrados fósseis, especialmente exemplares de pterossauros da Formação Santana, a partir da qual publicou muitos artigos no final dos anos 1980.
Em 1991, defendeu o mestrado em ciências pela UFRJ e em 1994 um mestrado em filosofia. Defendeu o doutorado em 1996 pela Universidade Columbia, em conjunto com o Museu Americano de História Natural, com a tese Description of New Material of Tapejaridae and Anhangueridae (Pterosauria, Pterodactyloidea) and Discussion on Pterosaur Phylogeny. Tornou-se professor do Museu Nacional em 1997 onde foi chefe do Departamento de Geologia e Paleontologia (DGP/MN), coordenador do Programa de Pós-Graduação em Zoologia (PPGZoo/MN), membro da Congregação como representante eleito de professores Assistentes, Adjuntos e Associados. Atualmente é professor titular e diretor da instituição, eleito para o quadriênio de 2018/2021.

## Carreira
Alexander é ainda membro da Academia Brasileira de Ciências desde 1996 e editor-chefe da sua publicação Anais da Academia Brasileira de Ciências. Parte de seu trabalho com répteis fósseis, particularmente pterossauros, vinculou a organização da "Pterosaur Workshop" em Pittsburgh (1995) e o primeiro "Pterosaur Symposium" já realizado no Museu Americano de História Natural (1996). Além disso, envolveu-se na organização de vários encontros científicos no Brasil, tais como o 31.º Congresso Geológico Internacional (Rio de Janeiro, 2000) e o 2.º Congresso Latino-Americano de Paleontologia de Vertebrados, no Rio de Janeiro, em 2005.
Foi o organizador e participante de diversas expedições paleontológicas, tanto no Brasil quando no exterior, inclusive na Antártica. Publicou mais de cento e trinta artigos em revistas nacionais e internacionais, além de ter participado de documentários sobre dinossauros e outros seres pré-históricos, como Antártica - um verão de 70 milhões de anos e Caçadores de Dinossauros. É membro honroso da New York Paleontological Society e da Sociedad Paleontológica de Chile. É pesquisador associado do Museu Americano de História Natural e do chinês Instituto de Paleontologia de Vertebrados e Paleoantropologia (IVPP).
Em 1999 ajudou a organizar a exposição No Tempo dos Dinossauros, ainda hoje tida como referência para a paleontologia nacional. Também em 2006 organizou a montagem do primeiro esqueleto de dinossauros em grande escalano Brasil, o do saurópode Maxakalisaurus topai, pelo qual recebeu o reconhecimento do Congresso Brasileiro. Desde 2004 escreve mensalmente na coluna Caçadores de Fósseis ("Fossil Hunters"), do site da Ciência Hoje On Line, um projeto da Sociedade Brasileira para o Progresso da Ciência.

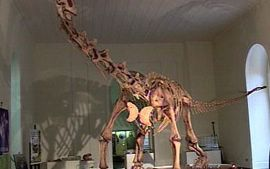
Maxakalisaurus topai

Além do estudo de fósseis, Kellner executou importante trabalho teórico sobre pterossauros, incluindo estudos cladísticos sobre sua filogenia. Sobre este tópico é o fundador de uma escola brasileira distinta sobre o estudo de pterossauros, com seu próprio modelo filogenético favorecido, terminologia e nomenclatura do clado. Modelos rivalizantes e escolhas de nomenclatura tem sido fornecidas pelo influente pesquisador britânico de pterossauros David Unwin. Recebeu a grã-cruz da classe de comendador da Ordem Nacional do Mérito Científico (um dos principais prêmios científicos do Brasil), em 2010. Devido a seu intenso apoio a valorização das áreas fossilíferas e a formação de novos pesquisadores, Alexander foi homenageado com um gênero de camarão fóssil, o Kellnerius jamacaruensis e uma espécie de pterossauro anhanguerídeo, o Maaradactylus kellneri, ambos oriundos da Bacia Sedimentar do Araripe.

## Museu Nacional
Eleito para a direção do Museu Nacional, no Rio de Janeiro, Alexander assumiu a instituição em um grave momento, com falta de recursos, problemas estruturais e falta de verbas para manutenção. O museu pegou fogo na noite de 2 de setembro de 2018, destruindo quase todo o seu acervo em poucas horas. Segundo ele, não apenas o Museu Nacional, mas todo o patrimônio da UFRJ corre risco se não forem feitos novos investimentos.

## Lista de espécies identificadas
As conquistas científicas de Kellner incluem a descrição de mais de trinta espécies, entre as quais o Santanaraptor (1996, 1999) que mostra o melhor tecido mole (vasos sanguíneos e fibras musculares) já relatado em qualquer dinossauro e o Thalassodromeus (2002, um estudo feito com Diógenes de Almeida Campos), que permitiu o estabelecimento de uma nova hipótese sobre o uso da crista da cabeça na regulação de temperatura corporal dos pterossauros.
Uma lista completa de novas espécies descritas e nomeadas por Kellner, às vezes em cooperação com outros pesquisadores, inclui:
- Brasileodactylus araripensis Kellner, 1984 (Reptilia, Pterosauria);
- Anhanguera blittersdorffi Campos & Kellner, 1985 (Reptilia, Pterosauria);
- Oshunia brevis Wenz & Kellner, 1986 (Pisces, Halecomorphi);
- Caririsuchus camposi Kellner, 1987 (Reptilia, Crocodylia);
- Tupuxuara longicristatus Kellner & Campos, 1988 (Reptilia, Pterosauria);
- Tapejara Pterosauria);
- Tupuxuara leonardii Kellner & Campos, 1994 (Reptilia, Pterosauria);
- Angaturama limai Kellner & Campos, 1996 (Reptilia, Dinosauria);
- Ongghonia dashzevegi Kellner & McKenna, 1996 (Mammalia, Leptictidae);
- Tupandactylus imperator (Campos & Kellner, 1997) (Reptilia, Pterosauria);
- Siroccopteryx moroccensis Mader & Kellner, 1999 (Reptilia, Pterosauria);
- Gondwanatitan faustoi Kellner & Azevedo, 1999 (Reptilia, Dinosauria);
- Santanaraptor placidus Kellner, 1999 (Reptilia, Dinosauria);
- Anhanguera piscator Kellner & Tomida, 2000 (Reptilia, Pterosauria);
- Stratiotosuchus maxhechti Campos, Suarez, Riff & Kellner, 2001 (Reptilia, Crocodylia);
- Thalassodromeus sethi Kellner & Campos, 2002 (Reptilia, Pterosauria);
- Pycnonemosaurus nevesi Kellner & Campos, 2002 (Reptilia, Dinosauria);
- Kaikaifilusaurus calvoi Simón & Kellner, 2003. (Reptilia, Sphenodontia);
- Unaysaurus tolentinoi Leal, L.A., Azevedo, S.A., Kellner, A.W.A. & Rosa, Á.A.S., 2004 (Reptilia, Dinosauria);
- Unenlagia paynemili Calvo, J.O., Porfiri, J. &  Kellner, A.W.A., 2004 (Reptilia, Dinosauria);
- Feilongus youngi Wang, Kellner, Zhou & Campos, 2005 (Reptilia, Pterosauria);
- Nurhachius ignaciobritoi Wang, Kellner, Zhou & Campos, 2005 (Reptilia, Pterosauria);
- Baurutitan britoi Kellner, A.W.A., Campos, D. A., Trotta, M. N. F. 2005 (Reptilia, Dinosauria);
- Trigonosaurus pricei Campos, D.A., Kellner, A.W.A., Bertini, R.J., Santucci, R.M. 2005 (Reptilia, Dinosauria);
- Caririemys violetae Oliveira, G.R. & Kellner, A.W.A. 2007 (Reptilia, Testudines);
- Gegepterus changi Wang, Kellner, Zhou & Campos, 2007 (Reptilia, Pterosauria);
- Futalognkosaurus dukei Calvo, J.O., Porfiri, J., González-Riga, B.J. & Kellner, A.W.A., 2007 (Reptilia, Dinosauria);
- Nemicolopterus crypticus Wang, Kellner, Zhou & Campos, 2008 (Reptilia, Pterosauria);
- Guarinisuchus munizi Barbosa, Kellner & Viana, 2008 (Reptilia, Crocodylia);
- Hongshanopterus lacustris Wang, Zhou, Campos & Kellner, 2008 (Reptilia, Pterosauria);
- Coringasuchus anisodontis Kellner, A.W.A., Pinheiro, A.E.P., Azevedo, S.A.K., Henriques, D.D.R., Carvalho, L.B. & Oliveira, G. 2009 (Reptilia, Crocodylia);
- Wukongopterus lii Wang, Kellner, Jiang, Meng 2009 (Reptilia, Pterosauria).
- Pterosaur's Wing, "Hairs" Unlike Any Living Animals, Charles Q. Choi, para a National Geographic News (4 de agosto de 2009)